# Ana Mena
Ana Mena, född 25 februari 1997 i Estepona, är en spansk sångare och skådespelare.

## Diskografi

### Album
- Index (2018)
- Bellodrama (2023)

### Singlar
- 2016 – No soy como tú crees
- 2016 – Loco como yo
- 2016 – Se fue
- 2017 – Ahora lloras tú (feat. CNCO)
- 2017 – Mentira (feat. RK)
- 2018 – Ya es hora (feat. Becky G & De La Ghetto)
- 2019 – D'estate non vale (feat. Fred de Palma)
- 2018 – Pa' dentro (feat. Sean Kingston)
- 2018 – A quien quiera escuchar (feat. Maldita Nerea)
- 2019 – El chisme (feat. Nio García & Emilia)
- 2019 – Ahí (feat. Thalía)
- 2019 – Una volta ancora/Se Iluminaba (feat. Fred de Palma)
- 2019 – Se te olvidó (feat. Deorro)
- 2019 – Como el agua (feat. Omar Montes)
- 2020 – Sin aire
- 2020 – La pared (feat. DELLAFUENTE)
- 2020 – A un passo dalla luna/A un paso de la Luna (feat. Rocco Hunt)
- 2021 – Solo (feat. Omar Montes & Maffio)
- 2021 – Un bacio all'improvviso/Un beso de improviso (feat. Rocco Hunt)
- 2021 – Sol y mar (feat. Federico Rossi)
- 2021 – Música ligera
- 2022 – Duecentomila ore/Cuando la noche arriba
- 2022 – Quiero Decirte (feat. Abraham Mateo)
- 2022 – Mezzanotte/Las 12 (feat. Belinda)
- 2022 – Ave de Paso (feat. Pablo Alborán)
- 2023 – Un clásico
- 2023 – Me he pillao x ti (feat. Natalia Lacunza)
- 2023 – Lentamente
- 2023 – Viva El Amor! (feat. Paola & Chiara)
- 2023 – Acquamarina (feat. Guè)